# Beatles ’65
Beatles ’65 − пятый из альбомов The Beatles, выпущенных Capitol Records, по американской номенклатуре — седьмой. Он был выпущен в моно- и стерео-версиях. Альбом был также издан в Германии лейблом Odeon Records.
16 ноября 2004 года альбом был выпущен на CD как часть бокс-сета The Capitol Albums, Volume 1 (CDP 7243 8 66874 2 5).

## Музыка
Beatles '65 включает в себя восемь из четырнадцати треков с альбома Beatles for Sale (исключая «Eight Days a Week», «Words of Love», «Every Little Thing», «I Don’t Want to Spoil the Party», «What You’re Doing» и «Kansas City/Hey, Hey, Hey, Hey»; все они были включены в альбом Beatles VI). В альбом были добавлены песни «I’ll Be Back» (с альбома A Hard Day’s Night) и сингла «I Feel Fine»/«She’s a Woman». Последние две песни были перемикшированы в «дуофонические» (duophonic) стерео-треки, а также звукоинженером Capitol Records Дэйвом Декстером мл. (англ. Dave Dexter, Jr) в них был добавлен эффекты «эха» и «реверберации», чтобы заменить монофонические треки, полученные из Англии.
Стерео-микс песни «Mr. Moonlight» в этом альбоме имеет более долгое затихание (fadeout), чем в моно-версии.

## Конверт
Фотографии на обложке символизировали четыре времени года — зиму, весну, лето и осень. Главное фото — зима. Группа под зонтиками символизирует сезон зимних дождей. Внизу, слева направо: весна (Джон на стуле с цветком в руках, у остальных в руках пружины (одно из значений слова spring — пружина), Пол и Джордж сняли пиджаки), лето (Джон под зонтиком в солнцезащитных очках, Ринго закатал рукава, Джордж ослабил галстук, а Пол и вовсе снял его) и осень (Джон, Пол и Ринго в руках держат метлы, у Джорджа в руках корзина, все снова оделись тепло, под ногами — опавшие листья). В целом фотографии получились более жизнерадостными, нежели для пластинки «Beatles For Sale». Автор фотографий — авангардист Роберт Уитакер (Robert Whitaker, 1939—2011).

## Успех в чартах
В США альбом стал блокбастером; он мгновенно взлетел с 98-го места на первое, совершил самый большой прыжок на верхнюю строчку в истории Billboard Album Charts. Начиная с 9 января 1965 года, он оставался на 1-м месте восемь недель. Свидетельством потрясающего успеха альбома The Beatles может быть перечень лишь нескольких альбомов, которые также были выпущены в Америке в 1965 году и которым в рекламных целях были даны сходные с альбомом The Beatles названия. Это, например, Sinatra ’65: The Singer Today Фрэнка Синатры и Ellington ’65 оркестра Дюка Эллингтона, выпущенные Reprise Records; Trio ’65 джазового пианиста Билла Эванса на Verve Records; Brasil ’65 Сержио Мендеса на том же, что и The Beatles, лейбле Capitol Records.

## Список композиций
Все песни написаны Джоном Ленноном и Полом Маккартни, за исключением отмеченных особо.
Сторона 1
1. «No Reply» — 2:15
2. «I’m a Loser» — 2:31
3. «Baby’s in Black» — 2:07
4. «Rock and Roll Music» (Чак Берри) — 2:33
5. «I’ll Follow the Sun» — 1:53
6. «Mr. Moonlight» (Рой Ли Джонсон) — 2:35

Сторона 2
1. «Honey Don’t» (Карл Перкинс) — 2:56
2. «I’ll Be Back» — 2:22
3. «She’s a Woman» — 2:59
4. «I Feel Fine» — 2:20
5. «Everybody’s Trying to Be My Baby» (Перкинс) — 2:24

## Участники записи
- Джон Леннон — ритм-гитара, губная гармоника, вокал
- Пол Маккартни — бас-гитара, вокал, орган Хаммонда (в «Mr. Moonlight»)
- Джордж Харрисон — соло-гитара, вокал
- Ринго Старр — ударные, вокал
- Джордж Мартин — фортепиано